# 女占い師 (マンフレディ)
『女占い師』（おんなうらないし、伊: Buona ventura、英: The Fortune Teller）は、17世紀イタリア・バロック期の画家バルトロメオ・マンフレディが1616-1617年ごろにキャンバス上に油彩で制作した絵画である。17世紀の絵画でしばしば取り上げらてたジプシーの女占い師を主題としている。作品は1979年にデトロイト美術館に購入され、以来、同美術館に所蔵されている。

## 作品
16世紀末から17世紀前半にかけて、ローマには巡礼者とともに、乞食、スリ、ペテン師、娼婦、ジプシー、大道芸人、賭博師などがやってきた。当時、流行した「ツィンガレスケ」 (「ツィンガラ」はジプシー女を意味する) と呼ばれる民衆詩で、ジプシー女はよく知られた登場人物であり、なじみのテーマであった。そして、人々は、ジプシーといえば占いと盗みを連想するのが常であった。このような社会情勢のため「女占い師」のモティーフが人気を博したが、このモティーフを初めて絵画にしたのがカラヴァッジョである。当時、このような風俗を描いた絵画は珍しかったが、カラヴァッジョ以降、ローマで流行することになる。
本作には、カラヴァッジョの『女占い師』に見られる演劇的な魅力と輝きはまったく見られず、表されている詐欺の描写は非常に痛烈なものである。人物たちは陰に包まれ、ローマの路地の中に立っている。浅黒い肌のジプシーの女に占いをしてもらっている青年は自身の将来のことに夢中で、彼女の仲間にハンカチに包まれたお金を盗まれていることに気づかない。一方、青年の注意を引こうと躍起になっている女占い師は、自身の衣服から彼の友人に鶏 (おそらく盗んだもの) を盗まれていることに気づかない。表されているのはおそらく教訓というより、悲観的人間関係の現実的描写で、作品は人間の愚かさと狡さを考察するものとなっているのである。マンフレディはみすぼらしい場所の感覚を付与するために暗色の色調を用いつつ、人物を等身大にすることで彼らを現実世界の一部とし、鑑賞者を画面のドラマに参加させている。

## ギャラリー

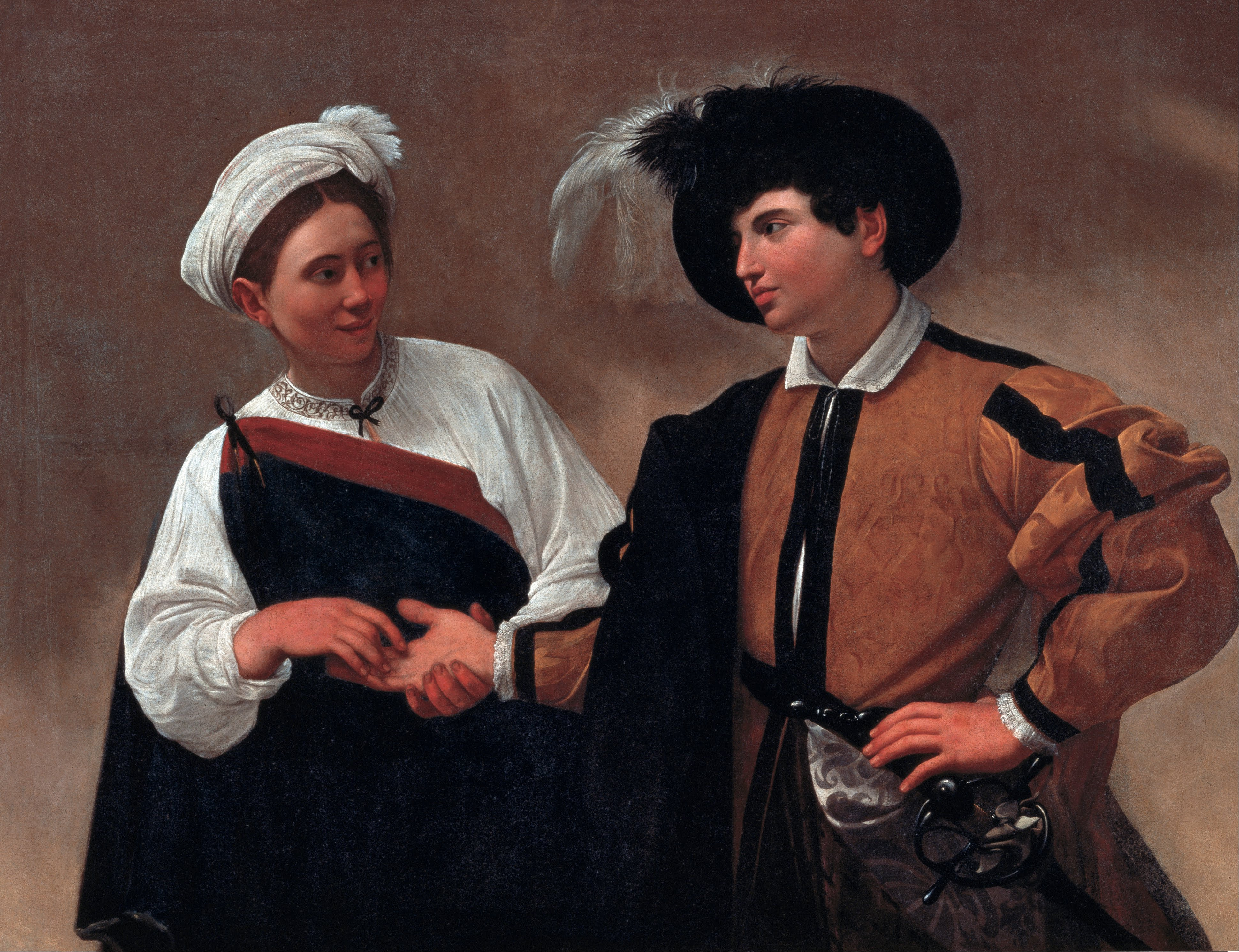
カラヴァッジョ『女占い師』(1596-1597年)、カピトリーノ美術館、ローマ
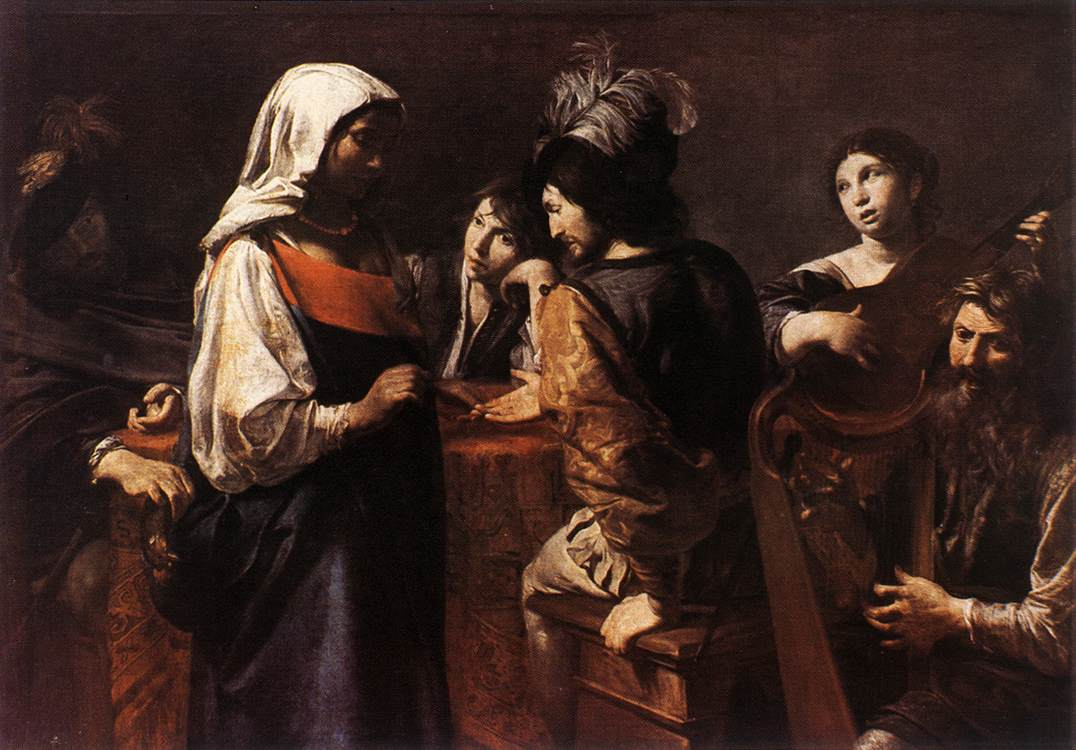
ヴァランタン・ド・ブーローニュ『女占い師』 (1626-1628年)、ルーヴル美術館、パリ